# بيغم قلعة
بيغم قلعة هي قرية في مقاطعة نقدة، إيران. عدد سكان هذه القرية هو 1,661 في سنة 2006.